# Филиппов, Андрей Михайлович
Андрей Михайлович Филиппов (1 сентября 1909, Гороватое, Максатихинский район — 5 мая 1964) — советский военно-морской офицер, контр-адмирал (1944). Участник Великой Отечественной войны на Чёрном море.

## Биография
Филиппов Андрей Михайлович родился 1 сентября (19 августа по с.с.) 1909 года, в деревне Тороватое, ныне Максатихинского района Тверской области.
В рядах РККФ с 1928 года. Окончил Военно-морское училище им. М. В. Фрунзе (10.1928-10.1931). Командир катера (10.1931-4.1932) отряда ТКА МСБМ. Штурман отдельного отряда ОН (4.1932—8.1933) МСДВ. Флаг-штурман (8.1933-9.1935), помощник начальника штаба бригады (9.1935-10.1937). Член ВКП(б) с 1937 года. Командир дивизиона (10.1937-2.1938), командир бригады (2.1938-1.1940) ТКА Тихоокеанского флота.

### Великая Отечественная война
Перед войной (1.1940-4.1941) закончил командный факультет Военно-морской академии им. К. Е. Ворошилова. Командир 1-й бригады торпедных катеров Черноморского флота с мая 1941 года, капитан 2-го ранга. В начале Великой Отечественной войны бригада принимала участие в обороне Одессы: выполняла постановку дымзавес для прикрытия порта и находящихся в нём кораблей и судов, конвоировала транспорты и сопровождала боевые корабли на коммуникациях между портом Одесса и ВМБ Севастополь, несла дозорную службу и осуществляла ПЛО. С начала обороны Севастополя и до конца 1941 Филиппов находился в Севастополе, где катера бригады использовались в дозорах, конвоировании судов, постановках мин у берегов противника, выявлению его огневых точек, высадке диверсионных групп.
В декабре 1941 года командир второго эшелона в Керченско-Феодосийской десантной операции с задачей высадки горнострелковой дивизии в порту Феодосия, был контужен. С 1942 года капитан 1-го ранга. В 1943 бригада провела ряд крупных минных постановок в районе не Керченского пролива. Осенью и зимой 1943—1944 года участвовала в десантных операциях по освобождению порта Новороссийск и высадке десанта на Крымский полуостров в районе Эльтиген с форсированием Керченского пролива. Командир вновь сформированной Севастопольской ВМБ в апреле-октябре 1944 года. Особое внимание уделял тралению бухт и фарватеров, подготовке базы к приёму кораблей Эскадры Черноморского флота. Корабли и части базы принимали участие в боевых операциях по освобождению Крыма.
Командир Потийской военно-морской базы (10.1944-2.1945). Контр-адмирал (5.11.1944). С февраля 1945 года начальник штаба Северо-Западного МОР ЧФ. Отмечался в приказах Ставки ВГК.

### После войны
После окончания войны оставался в прежней должности. С ноября 1945 года исполнял должность командира Отряда надводных кораблей, полученных ЧФ после раздела германского флота и отбыл в оккупированную Германию. Во время подготовки перехода отряда при поездке 23 декабря 1945 получил тяжёлую травму — трещина основание черепа и перелом нижней трети правого бедра, в 1946 находился на излечении.
Начальник Бакинского военно-морского подготовительного училища (1.1947-6.1948), после перевода на Балтику переименованного в Калининградское ВВМУ (6-8.1948) и преобразованного во 2-е Балтийское ВВМУ(8.1948-2.1953).
Начальник инспекции Управления, заместитель начальника (2-4.1953) ВМУЗ, начальник инспекции — старший инспектор по тактике ВМС Управления начальника ВМУЗ (5—8.1953) ВМС. Начальник Балтийского ВВМУ (8.1953-10.1956), в распоряжении главкома ВМФ (10—11.1956).
Старший военный советник командующего ВМС Румынской Народной Республики (11.1956-3.1959), военный специалист по ВМФ в Румынской армии (3.1959-1.1960), в распоряжении главкома ВМФ (1-5.1960). Начальник специального факультета ВМАКВ им. А. Н. Крылова (5—6.1960), начальник спецфакультета (иностранных офицеров) ВМА (6.1960-4.1964). В распоряжении главкома ВМФ с апреля 1964 года.
Скончался 5 мая 1964 года. Похоронен на Серафимовское кладбище.

## Награды
Награждён орденами и медалями СССР
- орден Красного Знамени (1942),
- Медаль «За оборону Одессы» (1942),
- медаль «За оборону Севастополя» (1942),
- орден Красного Знамени (22.02.1943),
- орден Красного Знамени (20.02.1944),
- медаль «За оборону Кавказа» (1944),
- орден Красной Звезды (03.11.1944),
- медаль «За победу над Германией в Великой Отечественной войне 1941—1945 гг.» (1945),
- орден Ушакова II степени (26.07.1945),
- медаль «За боевые заслуги» (20.06.1949),
- орден Красного Знамени (20.06.1949),
- именное оружие (1952),
- орден Ленина (03.11.1953)

Иностранными:
Румыния
- Орден «23 августа»

Болгария
- Медаль «Отечественная война 1944—1945 гг.»